# Syngonanthus poggeanus
Syngonanthus poggeanus är en gräsväxtart som beskrevs av Wilhelm Willy Otto Eugen Ruhland. Syngonanthus poggeanus ingår i släktet Syngonanthus och familjen Eriocaulaceae. Inga underarter finns listade i Catalogue of Life.